# Pro Athlé Tour de l'ADEPS
Le Pro Athlé Tour est l'appellation du circuit des meetings professionnels d'athlétisme organisés en Belgique francophone, sous l'égide de la Ligue belge francophone d'athlétisme et par l'ADEPS.

## Calendrier
| #  | Meeting                                       | Club                                         | Stade                          | Ville           | Province                     |
| -- | --------------------------------------------- | -------------------------------------------- | ------------------------------ | --------------- | ---------------------------- |
| 1  | Championnat LBFA Épreuve combinées            | Royal Cercle Athlétique de Schaerbeek (RCAS) | Complexe Sportif Terdelt       | Schaerbeek      | Région de Bruxelles-Capitale |
| 2  | Championnat LBFA Toutes Catégories            | Sambre et Meuse Athlétique Club (SMAC)       | Stade ADEPS de Jambes          | Namur           | Province de Namur            |
| 3  | Championnat LBFA Marteau Toutes Catégories    | Cercle Athletique du Brabant wallon (CABW)   | Parc de la Dodaine à Nivelles  | Nivelles        | Province du Brabant wallon   |
| 4  | Championnat LBFA Toutes Catégories            | Union Athlétique Hautes Fagnes (HF)          | Stade de Bielmont              | Verviers        | Province de Liège            |
| 5  | Atletissima                                   | Sambre et Meuse Athlétique Club (SMAC)       | Stade ADEPS de Jambes          | Namur           | Province de Namur            |
| 6  | Mémorial Gaston Reiff                         | Union Sportive Braine-Waterloo (USBW)        | Stade Gaston Reiff             | Braine-l'Alleud | Province du Brabant wallon   |
| 7  | Meeting International de Nivelles             | Cercle Athletique du Brabant wallon (CABW)   | Parc de la Dodaine à Nivelles  | Nivelles        | Province du Brabant wallon   |
| 8  | Grand Prix de la Ville de Mouscron            | Jeunesse et Sport Mouscron-Comines (JSMC)    | Futurosport                    | Mouscron        | Province de Hainaut          |
| 9  | Brussels Grand Prix                           | Royal Excelsior Sports Club Brussels (RESC)  | Stade Roi Baudouin             | Bruxelles       | Région de Bruxelles-Capitale |
| 10 | Meeting International de la Province de Liège | Royal Football Club de Liège (RFCL)          | Complexe de Naimette-Xhovémont | Liège           | Province de Liège            |